# سیارک ۱۱۵۳
سیارک ۱۱۵۳ (به انگلیسی: 1153 Wallenbergia، نامگذاری:1924SL) هزار و صد و پنجاه و سومین سیارک کشف شده‌است که در ۵ سپتامبر ۱۹۲۴ و در رصدخانه سایمیز کشف شد.
قدر مطلق سیارک برابر ۱۲٫۱۰ است.